# Raymond, Cher

Raymond este o comună în departamentul Cher, Franța. În 1 ianuarie 2022 avea o populație de 175 de locuitori.